# Stabilność układu automatycznej regulacji
Stabilność układu automatycznej regulacji – niezbędny warunek pracy układu automatycznej regulacji mówiący o tym, że układ po wyprowadzeniu go ze stanu równowagi sam powraca do tego stanu. Ponieważ stan równowagi może być różnie interpretowany stosuje się także definicję stabilności Laplace’a, która mówi, że układ liniowy jest stabilny, jeżeli jego odpowiedź na wymuszenie (zakłócenie) o ograniczonej wartości jest ograniczona.

## Wstęp
Stabilność to jedna z najważniejszych właściwości systemów dynamicznych. Istnieje wiele interpretacji pojęcia stabilności, które w zasadzie są równoważne dobrze znanym pojęciom matematycznym, takim jak ograniczoność lub ciągłość. Układ dynamiczny nazywamy stabilnym, gdy trajektorie stanów są ograniczone albo gdy zależą one w sposób ciągły od stanów początkowych lub sterowań. Pojęcie stabilności układu można również definiować poprzez stawianie odpowiednich wymagań trajektoriom wyjścia układu.
Większość definicji stabilności odwołuje się do pojęcia punktu/stanu równowagi. Najczęściej spotykane definicje stabilności odnoszą się do układów opisywanych równaniem różniczkowym – mówi się wówczas o stabilności poszczególnych rozwiązań równania różniczkowego otrzymanych przy ustalonym sterowaniu {\displaystyle u,} przy czym przez stabilność rozwiązania rozumie się ciągłą zależność tego rozwiązania od warunku początkowego {\displaystyle x(0).}

### Stabilność w sensie Poincarégo
Punkt {\displaystyle x_{e}} nazywa się stabilnym w sensie Poincarégo wtedy i tylko wtedy, gdy dla każdego {\displaystyle t_{0}\geqslant {0}} i dla każdego {\displaystyle \varepsilon >0,} istnieje taka {\displaystyle \delta >0,} że każda trajektoria {\displaystyle x} spełniająca warunek {\displaystyle \|x(t_{0})-x_{e}(t_{0})\|<\delta } jest określona na przedziale {\displaystyle [t_{0},\infty )} oraz odległość trajektorii fazowych funkcji {\displaystyle x} i {\displaystyle x_{e}} w przedziale {\displaystyle [t_{0},\infty )} jest mniejsza od {\displaystyle \varepsilon } (w sensie metryki funkcji ciągłych).

### Stabilność w sensie Lapunowa

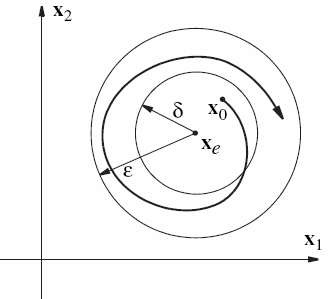
Ilustracja stabilności (odpowiednie trajektorie fazowe dla układu drugiego rzędu)

Odmienną od Henri Poincarégo definicję stabilności wprowadził Aleksandr Lapunow. Punkt równowagi stabilny w sensie Lapunowa jest stabilny w sensie Poincarégo, ale odwrotne twierdzenie nie jest prawdziwe. W szczególnym przypadku gdy {\displaystyle x_{e}=0,} obie definicje są sobie równoważne.
W przypadku układów liniowych, stacjonarnych o parametrach skupionych intuicyjne rozumienie stabilności jest ścisłe. Intuicyjnie za układ stabilny uważa się taki, którego rozwiązanie swobodne (przy niezerowych warunkach początkowych) pozostaje ograniczone w dowolnym czasie. Oznacza to, że przy wymuszeniu ograniczonym co do wartości i czasu trwania odpowiedź układu będzie również ograniczona.
Ściślej rzecz ujmując, punkt równowagi {\displaystyle x_{e}=0} (zwany też stanem równowagi) nazywa się stabilnym dla chwili {\displaystyle t_{0}} (w sensie definicji Lapunowa), jeżeli dla każdej liczby dodatniej {\displaystyle \varepsilon } można dobrać taką liczbę {\displaystyle \delta >0} (zależną na ogół od {\displaystyle \varepsilon } i czasami od {\displaystyle t_{0}}), że trajektoria układu rozpoczynająca się w punkcie {\displaystyle x_{0},} leżącym wewnątrz kuli o promieniu {\displaystyle \delta ,} pozostanie wewnątrz kuli o promieniu {\displaystyle \varepsilon } dla dowolnej chwili {\displaystyle t>0} innymi słowy jeśli {\displaystyle \|x(t_{0})-x_{e}\|<\delta } to {\displaystyle \|x(t)-x_{e}\|<\varepsilon } dla każdego {\displaystyle t\geqslant {t_{0}}.}
Jeśli ponadto wartość {\displaystyle \delta >0} jest niezależna wybranej chwili {\displaystyle t_{0}} to punkt równowagi {\displaystyle x_{e}=0} nazywa się stabilnym jednorodnie (lub stabilnym jednostajnie).

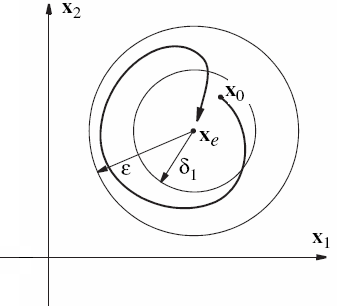
Ilustracja stabilności asymptotycznej (odpowiednie trajektorie fazowe dla układu drugiego rzędu)

Liniowy układ swobodny (nie poddany wymuszeniom) opisany równaniem stanu {\displaystyle {\dot {\mathbf {x} }}(t)=\mathbf {Ax} (t)} gdzie {\displaystyle x(t)\in {R^{n}}} i {\displaystyle A\in {R^{nn}}} są macierzami o elementach stałych, niezależnych od czasu; nazywa się stabilnym (lub odpowiednio niestabilnym) jeżeli punkt równowagi {\displaystyle x_{e}=0} tego układu jest stabilny (lub odpowiednio niestabilny).
Pewne uściślenie wprowadza pojęcie stabilności asymptotycznej. Stabilność asymptotyczna oznacza, że układ nie tylko jest stabilny, a więc jego rozwiązania są ograniczone, ale gdy czas dąży do nieskończoności, rozwiązanie swobodne dąży do zera. Oznacza to, że rozwiązanie wymuszone będzie ograniczone nawet przy wymuszeniu (ograniczonym) trwającym dość długo.
Innymi słowy jeśli dla punktu równowagi {\displaystyle x_{e}=0,} o którym mowa powyżej, ponadto {\displaystyle \lim _{t\to \infty }~x(t)=0} to punkt równowagi jest stabilny asymptotycznie. Co można też zapisać następująco: jeżeli istnieje taka wartość {\displaystyle \delta _{1}(t_{0})>0,} że {\displaystyle \|x(t_{0})-x_{e}\|<\delta _{1}} to {\displaystyle \lim _{t\to \infty }\|x(t)-x_{e}\|=0.}
Liniowy układ swobodny (nie poddany wymuszeniom) opisany równaniem stanu {\displaystyle {\dot {\mathbf {x} }}(t)=\mathbf {Ax} (t)} gdzie {\displaystyle x(t)\in {R^{n}}} i {\displaystyle A\in {R^{nn}}} są macierzami o elementach stałych, niezależnych od czasu; nazywa się stabilnym asymptotycznie jeżeli punkt równowagi {\displaystyle x_{e}=0} tego układu jest stabilny asymptotycznie.
W wielu zastosowaniach inżynierii nie wystarcza stwierdzenie, że układ dąży do punktu równowagi w nieskończonym czasie – potrzebna jest też ocena jak szybko trajektoria układu dąży do tego punktu. Wówczas przydatne staje się pojęcie stabilności eksponencjalnej (zwanej też stabilnością wykładniczą).
Stan/punkt równowagi {\displaystyle x=0} jest stabilny eksponencjalnie jeżeli istnieją dwie liczby dodatnie {\displaystyle \alpha } i {\displaystyle \lambda } takie, że
{\displaystyle \forall {t>0}~~\|x(t)\|\leqslant \alpha \|x(0)\|e^{-\lambda t}}
w jakiejś kuli {\displaystyle B_{r}} dokoła początku układu współrzędnych.
W przypadku stabilności eksponencjalnej wektor stanów {\displaystyle x(t)} eksponencjalnie stabilizuje układ, gdyż dąży do początku szybciej niż funkcja wykładnicza. Dodatnia liczba {\displaystyle \lambda } nazywana jest w tym kontekście współczynnikiem zbieżności eksponencjalnej. Jeśli układ jest stabilny eksponencjalnie to jest stabilny asymptotycznie, ale odwrotna implikacja nie jest w ogólności prawdziwa.
Jeśli układ jest stabilny dla pewnych wartości stanów początkowych i danego stanu równowagi mówi się o stabilności lokalnej.
Jeśli układ jest stabilny dla wszystkich wartości stanów początkowych i danego stanu równowagi mówi się o stabilności globalnej.
Wyróżnia się stabilność wewnętrzną i stabilność zewnętrzną – w pierwszym przypadku (rozważonym tu powyżej) jest to stabilność względem warunków początkowych układu (odpowiedzi swobodnej układu); w drugim względem wymuszeń układu (odpowiedzi wymuszonej układu). Stabilność wewnętrzna układu liniowego implikuje zawsze jego stabilność zewnętrzną.

## Badanie stabilności
Dzięki wprowadzonym kryteriom stabilności projektanci łatwiej mogą uzyskać odpowiedź na pytanie o stabilność przyjętego matematycznego modelu układu. Wykorzystując niżej podane kryteria stabilności, można określić, czy układ jest stabilny na podstawie struktury i parametrów modelu, bez konieczności rozwiązywania równań modelu lub prowadzenia badań symulacyjnych.

### Podstawowe kryteria stabilności liniowych układów ciągłych

#### Kryterium odpowiedzi skokowej
Układ zamknięty w odpowiedzi na skok jednostkowy powinien osiągać stan ustalony w czasie dążącym do nieskończoności.

#### Kryterium biegunów
W układzie liniowym, stacjonarnym istnieje jednoznaczny związek między stabilnością a wartościami własnymi tego układu. O stabilności układu liniowego najprościej można orzec, znając jego transmitancję lub znając położenie pierwiastków równania charakterystycznego (czyli biegunów transmitancji, wartości własnych układu).
Krótko mówiąc, aby układ ciągły był stabilny, wszystkie pierwiastki równania charakterystycznego układu zamkniętego powinny mieć ujemne części rzeczywiste, czyli znajdować się w lewej półpłaszczyźnie płaszczyzny zmiennej zespolonej s.
Ponieważ w rozwiązaniu równania stanu pojawiają się składniki zawierające wyrazy {\displaystyle e^{s_{i}t}} (zob. macierz przejścia) dlatego:
- Jeśli wszystkie wartości własne układu {\displaystyle s_{i}(i=1,\dots ,n)} mają ujemne części rzeczywiste {\displaystyle Re~s_{i}<0} dla {\displaystyle i=1,\dots ,n} to układ jest stabilny. Ponadto układ liniowy jest stabilny asymptotycznie wtedy i tylko wtedy, gdy wszystkie bieguny transmitancji leżą w lewej półpłaszczyźnie zmiennej zespolonej s (tzn. mają ujemną część rzeczywistą). W tym przypadku składowa przejściowa odpowiedzi {\displaystyle y(t)} zanika do zera przy {\displaystyle t\to \infty .}
- Jeśli występują wartości własne o zerowych częściach rzeczywistych (a więc rzeczywiste zerowe lub czysto urojone) to układ pozostaje stabilny jeśli te wartości są pojedyncze. Wynika to z ograniczoności wyrażeń {\displaystyle e^{0~t}=1} lub {\displaystyle |e^{j\omega t}|=1.} Nie zachodzi tu jednak warunek stabilności asymptotycznej. Innymi słowy układ liniowy jest na granicy stabilności, jeżeli jeden jego biegun leży na osi urojonej, a reszta biegunów – w lewej półpłaszczyźnie zmiennej zespolonej.
- Jeśli choć jedna wartość własna układu ma dodatnią część rzeczywistą to układ jest niestabilny. Układ liniowy jest niestabilny, jeżeli co najmniej jeden jego biegun leży w prawej półpłaszczyźnie zmiennej zespolonej s lub więcej niż jeden biegun znajduje się na osi urojonej. Jeśli wartość własna przy {\displaystyle Re~s_{i}=0} jest wielokrotna, to w rozwiązaniu pojawiają się człony typu {\displaystyle e^{s_{i}t},te^{s_{i}t},t^{2}e^{s_{i}t},} itd., w zależności od krotności wartości własnej, co sprawia, że rozwiązania stają się nieograniczone. W tym przypadku składowa przejściowa odpowiedzi {\displaystyle y(t)} rośnie do nieskończoności przy {\displaystyle t\to \infty .}

Przykładami członów stabilnych nieasymptotycznie są:
- człon całkujący (transmitancja {\displaystyle {\frac {1}{s}},} wartość własna {\displaystyle s_{1}=0,} rozwiązanie swobodne jest stałe, {\displaystyle x(t)=x^{0},} rozwiązanie wymuszone pozostaje ograniczone i stałe, jeśli wymuszenie {\displaystyle u(t)} w skończonym czasie zaniknie do zera)
- idealny człon oscylacyjny (transmitancja {\displaystyle {\frac {1}{(s^{2}+\omega ^{2})}},} wartości własne {\displaystyle -\sigma +j\omega } i {\displaystyle -\sigma -j\omega ,} rozwiązanie swobodne sinusoidalne).

Kryterium biegunów dla układów czasu dyskretnego mówi, że układ jest stabilny, o ile bieguny jego transmitancji, rozumianej jako stosunek transformaty Z sygnału wyjściowego do transformaty sygnału wejściowego znajdują się wewnątrz okręgu jednostkowego. W przypadku, gdy choć jeden z biegunów znajduje się na okręgu jednostkowym, tzn. jego moduł ma wartość równą jedności, układ znajduje się na granicy stabilności (czyli układ pozostaje stabilny, jeśli na okręgu leży jeden biegun). Jeśli natomiast jeden lub więcej biegunów znajdują się poza okręgiem jednostkowym, układ jest niestabilny.

### Analityczne (algebraiczne) i graficzne kryteria stabilności liniowych układów ciągłych
Jeśli postać transmitancji nie jest znana, o stabilności układu można orzec na podstawie charakterystyk częstotliwościowych. Innym sposobem niezależnym od ich znajomości czy postaci transmitancji, jest określenie stabilności w sensie BIBO, czyli spełnienie warunku, że przy dowolnym, ale ograniczonym sygnale wymuszającym odpowiedź układu będzie również ograniczona. Ominięcie procedury wyznaczania położenia biegunów transmitancji umożliwiają kryteria stabilności, które można podzielić na:

#### Kryteria analityczne (algebraiczne)
Kryteria te stosowane są w przypadku znajomości postaci analitycznej transmitancji (a dokładniej-postaci wielomianu charakterystycznego). Można do nich zaliczyć kryterium Routha i Hurwitza:
- kryterium stabilności Routha,
- kryterium Hurwitza.

Pierwiastki równania charakterystycznego układu zamkniętego będą znajdować się w lewej półpłaszczyźnie płaszczyzny zmiennej zespolonej s (układ będzie stabilny), jeśli spełnione zostaną 2 warunki:
1. Wszystkie współczynniki równania charakterystycznego będą istnieć i mieć ten sam znak,
2. Wszystkie podwyznaczniki wyznacznika głównego (posiadającego n wierszy i n kolumn) muszą być większe od 0.

Zobacz też: wielomian stabilny.

#### Kryteria graficzne
1) Kryteria graficzne stosowane są przypadku znajomości charakterystyk częstotliwościowych układu. Można tu zaliczyć między innymi takie kryteria jak: Nyquista, Bodego i Nicholsa.
- Kryterium Nyquista

Układ zamknięty jest stabilny, jeżeli charakterystyka amplitudowo-fazowa układu otwartego nie obejmuje punktu {\displaystyle (-1,j0).}
- Kryterium logarytmiczne Nyquista

Układ zamknięty jest stabilny, jeżeli logarytmiczna charakterystyka amplitudowa układu otwartego posiada wartość ujemną dla pulsacji odpowiadającej przesunięciu fazowemu {\displaystyle -\pi .}
2) kryteria graficzne – stosowane w przypadku znajomości analitycznej postaci transmitancji układu otwartego to metoda linii pierwiastkowych.

#### Kryteria analityczno-graficzne
Jeszcze inne kryterium to Kryterium Michajłowa – kryterium analityczno-graficzne, pozwala rozstrzygnąć o stabilności na podstawie tzw. krzywej Michajłowa.
Wielomian układu zamkniętego (mianownik transformaty) ma wszystkie pierwiastki w lewej półpłaszczyźnie płaszczyzny zmiennej zespolonej s, jeśli przyrost argumentu równania charakterystycznego w postaci widmowej {\displaystyle M(j\omega )} przy zmianie pulsacji {\displaystyle \omega } od 0 do {\displaystyle \infty } wynosi {\displaystyle n\pi /2,} gdzie {\displaystyle n} jest stopniem wielomianu.

### Stabilność liniowych układów dyskretnych
Nawet jeśli regulator zaimplementowany jako regulator analogowy jest stabilny to odpowiadający mu regulator dyskretny, w przypadku długiego okresu próbkowania, może być niestabilny. Podczas próbkowania aliasing modyfikuje parametry graniczne. Dlatego okres próbkowania ma wpływ na przebieg charakterystyk układu oraz na jego stabilność i powinien odpowiednio często uaktualniać wartości na wejściu regulatora tak by nie doprowadzić do niestabilności.
Klasyczne kryteria stabilności stosowane dla układów ciągłych, po podstawieniu operatora z w miejsce częstotliwości, mają również zastosowanie w odniesieniu do układów dyskretnych.
Kryterium Nyquista ma zastosowanie do transmitancji dziedziny {\displaystyle z} i ma ogólne zastosowanie dla funkcji o wartościach zespolonych. Również zastosowanie mają kryteria stabilności Bodego.
Kryterium Jury określa stabilność układu dyskretnego w oparciu o jego wielomian charakterystyczny. Ponadto stosuje się kryterium Schura-Cohna (zobacz też: wielomian stabilny).

### Stabilność układów nieliniowych i niestacjonarnych
Jeśli układ jest liniowy i stacjonarny dostępne jest wiele kryteriów. Jeśli układ jest nieliniowy albo liniowy, ale niestacjonarny kryteria te niestety nie mają zastosowania. Metoda wykorzystująca wykres Nyquista może być stosowana tylko dla pewnej grupy układów nieliniowych, podejście oparte na metodzie funkcji opisującej określa stabilność jedynie w przybliżeniu. Analiza stabilności metodą płaszczyzny fazowej ma zastosowanie jedynie do układów pierwszego i drugiego rzędu.
Z analitycznych rozwiązań nieliniowych równań różniczkowych zwykle nie można otrzymać informacji na temat stabilnosci układu. W określaniu stabilności układu nieliniowego większe znaczenie mają dwie metody Lapunowa.
Aleksandr Lapunow przedstawił dwie metody analizy stabilności. Pierwsza z tych metod nazywana jest metodą pośrednią i pozwala na badanie stabilności lokalnej, druga – nazywana jest metodą bezpośrednią i służy do badania stabilności w ograniczonym lub nieograniczonym obszarze przestrzeni stanów układów nieliniowych. Stworzono również różne odmiany i udoskonalenia metod Lapunowa.
Druga metoda Lapunowa (zwana też bezpośrednią metodą Lapunowa) stanowi najbardziej ogólną metodę określania stabilności systemów nieliniowych i/lub niestacjonarnych. Metoda ta ma zastosowanie do układów dowolnego rzędu (ciągłych i dyskretnych, liniowych i nieliniowych). Bardzo dogodne jest to, że korzystając z drugiej metody Lapunowa, można określić stabilność układu bez rozwiązywania równań stanu. Mimo że metoda ta wymaga sporo doświadczenia i pomysłowości, może dać odpowiedź odnośnie do stabilności układów nieliniowych wówczas, gdy inne metody zawiodą.
Druga metoda Lapunowa ma jednak istotną wadę: problem wyznaczania dla danego układu funkcji Lapunowa. Nie istnieje żadne ogólne efektywne podejście do wyznaczania funkcji Lapunowa. Do poszukiwania stosownych funkcji Lapunowa często stosuje się metodę prób i błędów, doświadczenie, intuicję. Pomocne mogą tu być niektóre proste techniki matematyczne takie jak metoda Krasowskiego lub metoda zmiennych gradientów.
W przypadku układów nieliniowych stosuje się też między innymi kryterium okręgu Popova.
Stabilność układów nieliniowych, które przyjmują sygnały wejściowe określa stabilność wejście-stan (ang. input-to-state stability lub ISS), która stanowi połączenie koncepcji stabilności Lapunowa z koncepcją BIBO-stabilności. W teorii układów nieliniowych ważnym narzędziem przy badaniu układów połączonych jest formalny opis stabilności z wykorzystaniem wejścia-wyjścia (czyli taki opis, który pozwala na analizę stabilności danego systemu bez znajomości wewnętrznego stanu układu {\displaystyle x,} ang. input-output stability, stabilność wejście-wyjście).

## Rys historyczny
W 1868 roku James Clerk Maxwell (odkrywca równań pola elektromagnetycznego) zainspirowany eksperymentem z elektrycznością, w którym chodziło o utrzymanie stałej wartości prędkości rotacji uzwojenia, przeanalizował działanie regulatora odśrodkowego. 20 lutego tego roku przedłożył w Royal Society sławny już dziś artykuł On governors (O odśrodkowych regulatorach obrotów). Maxwell opisał w nim, jak wyprowadzić liniowe równania różniczkowe dla różnych mechanizmów regulatora, i przedstawił analizę stabilności dla odśrodkowego regulatora obrotów. Innymi słowy Maxwell wyjaśnił niestabilności, jakimi odznaczał się odśrodkowy regulator obrotów z ruchomymi kulami, opisując system z wykorzystaniem równań różniczkowych.
W tamtym czasie matematycy i fizycy wiedzieli, że stabilność systemów dynamicznych można było określić, określając położenie pierwiastków równania charakterystycznego, i że system staje się niestabilny, gdy rzeczywista cześć pierwiastka zespolonego staje się dodatnia. Problemem było jednak, jak określić położenie rzeczywistych części pierwiastków zespolonych bez znajdywania pierwiastków równania.
Praca Maxwella analizowała i opisywała zjawisko oscylacji samowzbudnych, w którym opóźnienia systemu mogą doprowadzić do nadkompensacji i niestabilności. Maxwell posłużył się linearyzacją równań różniczkowych ruchu, by znaleźć równanie charakterystyczne dla układu. Badał, jaki wpływ mają parametry układu na jego stabilność, i pokazał, że system jest stabilny, gdy części rzeczywiste pierwiastków równania charakterystycznego są ujemne. Innymi słowy Maxwell pokazał, dla systemów rzędu drugiego, trzeciego i czwartego, że stabilność można określić poprzez zbadanie współczynników równań różniczkowych. Udało mu się podać warunki konieczne i dostateczne tylko dla równań do rzędu czwartego. Dla równań rzędu piątego podał dwa warunki konieczne. Nie zdołał podać warunków dla modeli wyższych rzędu, wyraził jednak nadzieję, że zagadnienie stanie się przedmiotem dalszych prac matematyków.
Tematykę podjętą przez Maxwella kontynuowali inni badacze – m.in. Edward John Routh, były kolega Maxwella ze szkoły, przedstawił uogólnienie jego wyników dla układów liniowych. Niezależnie od tych prac Adolf Hurwitz w 1877 analizował stabilność systemu z użyciem równań różniczkowych, co przyniosło wyniki znane dziś jako twierdzenie Routha-Hurwitza.
Edward John Routh w 1877 roku przedstawił matematyczną metodę określania kiedy równanie charakterystyczne posiada stabilne pierwiastki. Rosjanin Iwan Wyszniegradskij (ros. Иван Алексеевич Вышнеградский, ang. Ivan Vyshnegradsky), niezależnie od Maxwella, w 1877 roku analizował stabilność regulatorów z użyciem równiań różniczkowych. W 1893 roku Aurel Boreslav Stodola, korzystając z modelu trzeciego rzędu, badał regulację turbiny wodnej z użyciem techniki Wyszniegradskiego. Stworzył model dynamiki urządzenia wykonawczego, ujmując w swojej analizie opóźnienie mechanizmu wykonawczego. Był pierwszym, który użył pojęcia stałej czasowej systemu. Realistyczny model był jednak modelem siódmego rzędu i Stodola nieświadom prac przedstawionych przez Maxwela i Routha postawił w 1895 roku przed Adolfem Hurwitzem problem określenia stabilności równania charakterystycznego. W efekcie Adolf Hurwitz rozwiązał go niezależnie (zob. kryterium stabilności Hurwitza). Enrico Bompiani w 1911 roku pokazał, że oba kryteria stabilności (Routha i Hurwitza) są w istocie identyczne.
Dokładne definicje matematyczne stabilności systemu dynamicznego, jak i ogólne teorie stabilności dla systemów nieliniowych zostały po raz pierwszy sformułowane przez naukowców rosyjskich w końcu XIX wieku. Rosyjski uczony Nikołaj Jegorowicz Żukowski (ros. Николай Егорович Жуковский) w 1882 roku wprowadził koncepcję silnej stabilności orbitalnej, która jest oparta na reparametryzacji zmiennej czasu. Praca Żukowskiego została prawie całkowicie zapomniana i dopiero niedawno zwrócono na nią uwagę. Koncepcja stabilności Żukowskiego zgodna jest z koncepcją stabilności Henri Poincaré, w której rozpatruje się jedynie punkty równowagi i rozwiązania okresowe (co może wskazywać, dlaczego praca Żukowskiego popadła w zapomnienie). Poza tym wielki sukces późniejszej pracy Lapunowa mógł pozostawić w swoim cieniu wkład Żukowskiego.
W latach 90. XIX wieku Aleksandr Michajłowicz Lapunow opublikował pracę z zakresu teorii stabilności, która miała duży wpływ na teorię sterowania. 10 lat po ukazaniu się pracy Żukowskiego w 1892 roku Aleksandr Michajłowicz Lapunow przedłożył swoją pracę doktorską Общая задача об устойчивости движени (Ogólny problem stabilności ruchu). Lapunow w 1892 roku badał z użyciem uogólnionego pojęcia energii stabilność nieliniowych równań różniczkowych (zob. metody Lapunowa). Praca Lapunowa stała się słynna w Rosji, a potem także w krajach zachodnich. W 1907 roku została przetłumaczona na francuski (Lapunow sam przeglądał i korygował to tłumaczenie). Niestety chociaż jego praca znalazła zastosowanie i była kontynuowana w Rosji, to na Zachodzie czas jeszcze nie dojrzał do jego eleganckiej teorii. Przez dłuższy czas pozostawała nieznana. Dopiero około 1960 roku uświadomiono sobie w końcu, jak duże ma znaczenie. Pracę rosyjskojęzyczną przedrukowano w Związku Radzieckim w 1950 roku. Tłumaczenie anglojęzyczne z francuskiego ukazało się w 1992 roku.
Harry Nyquist rozwinął teorię regeneracji w zastosowaniu do projektowania stabilnych wzmacniaczy. W 1932 roku podał słynne kryterium stabilności układów z zamkniętym sprzężeniem zwrotnym dla dziedziny częstotliwościowej (tzw. kryterium Nyquista). Swoje kryterium stabilności wyprowadził, opierając się na wykresach biegunowych funkcji zespolonej.
Hendrik Wade Bode badał stabilność pętli sprzężenia zwrotnego z wykorzystaniem takich koncepcji jak zapas amplitudy i zapas fazy (Bode, 1940). W 1938 roku Bode użył charakterystyk częstotliwościowych amplitudy i fazy na płaszczyźnie zespolonej (zob. charakterystyka Bodego). W 1940 roku opublikował artykuł Relations Between Attenuation and Phase in Feedback Amplifier Design, który utorował drogę do zrozumienia wspomnianych wyżej problemów poprzez wykorzystanie wykresów wzmocnienia i fazy. Pokazał, że spadek wzmocnienia i przesunięcie fazowe są ze sobą powiązane w każdym realizowalnym układzie, wprowadził także koncepcje zapasu amplitudy i zapasu fazy oraz wskazał na ich związek z kryterium stabilności Nyquista.
W 1961 roku Vasile Mihai Popov podał kryterium okręgu (ang. circle criterion) stosowane w analizie układów nieliniowych.